# 涉台用语
涉台用语是中国共产党和中华人民共和国的政府机构與新聞、媒體、出版、教育等非政府机构在涉及迁台后的中華民國政府机构、人员身份、证件名称、法律法规等方面时所使用的系列用语，包括英文译名，以及其它禁止事项。在宣传、新闻领域，或称为涉台宣传用语、涉台新闻用语。此外，还有中华人民共和国政府在某一领域推动形成的“行业术语”。
中国共产党和中华人民共和国政府基于一個中國原則，不承认1949年10月1日之后中華民國的存在，並且否认现在位于台北的中華民國政府的合法性。根据中華人民共和國的相关规定，中国大陆境内和国际活动时，使用涉及中華民國的用语时不承认中華民國为一個國家，不使中華民國政府相关机构、官员正式称呼以及特定名词，禁止出现中华民国纪年和中華民國國家象徵。同时，不可以简单地用“台湾”、“台”代替中華民國，以避免符合台独势力去中國化的意图:91，以及赋予其主权国家（台灣國）的含义。中華人民共和國政府承認在1949年成立之前的中華民國，承認中華民國大陸時期，主張1949年後的中華民國喪失代表全中國的合法性，中華人民共和國為中國唯一合法代表。遷往臺灣的中華民國政府（臺灣當局）仍屬於中國一部分，屬於中國地方政權。
涉台用语以「台灣地區領導人」或「台灣當局領導人」替代中華民國國家元首正式官銜——中華民國總統最为典型。该称谓用“台湾地区”表示不承認在台灣的中華民國是「一個國家」，使用「台灣當局」表示不承認是政府，使用「領導人」表示不承認是總統或國家元首。

## 中华人民共和国
1949年10月，中华人民共和国中央人民政府成立，两岸就此產生事實分治的局面。此前，第二次国共内战期间，中国共产党政权与中國國民黨的领导中华民国政府就相互贬称为“匪” 。除了蒋匪、共匪的贬称外，中华民国方面以中共称呼中华人民共和国，中华人民共和国方面则以国民党政府、国民党反动派、台湾当局、蒋介石集团等称呼中华民国政府。
1950年代到1960年代，在厦门与中華民國國軍对峙、从事台海心戰的中国人民解放军战地播音员，对國軍称谓由“蒋匪军”过渡到“国民党军”、“蒋军”。1979年1月，全国人民代表大会常务委员会发表《告台湾同胞书》，政治态度转变。基层对台广播时，对国军称呼从蒋军转为国民党军。1980年代初，邓颖超在厦门视察时曾鼓励基层人员，以“台湾同胞”取代“敌人”一词称呼。两岸关系缓和、敌意减轻后，雙方亦未互相承认。1987年时，《新闻出版署关于转发外交部〈关于国内出版物出现台湾伪称问题〉来函的通知》，中华人民共和国外交部将“中华民国”之类的正式称谓称为“伪称”，中華民國國旗称为“伪旗”。认为此类情况，不利于中华人民共和国在国际上反对“两个中国”或“一中一台”。因此“如果我出版物中确需刊登有‘中华民国’称谓的内容，建议将伪称加引号。”新闻出版署在通知中明确支持外交部建议。日后，该通知被视为涉台用语相关文件之一:47。
2002年中共中央台湾工作办公室、中华人民共和国外交部和中共中央对外宣传办公室颁布了《关于正确使用涉台宣传用语的意见》（以下简称《意见》），系涉及对中華民國政府的各机构以及中華民國總統称呼的规范，在中國大陸的媒体普遍使用。这被认为是涉台用语的指导性文件:208:47。
中华人民共和国民政部在2015年12月实施《两岸婚姻家庭服务术语》，以及《涉台婚姻登记机关服务规范》，试图设定两岸婚姻领域的行业术语。
2016年3月，中共中央台办、中國外交部、中共中央宣办对《关于正确使用涉台宣传用语的意见》进行了修订。该份意见实质为对媒体及出版物报道及提及涉台相关内容的规定:47，由于当年蔡英文当选中华民国总统，两岸关系更加紧张，因此该意见的执行比以往更加严格。根据此意见，中華民國總統被稱為「台灣地區領導人」、「台灣當局領導人」，且除了“陸委會”外，中国大陆媒体不直接使用中华民国以“国家”、“中央”、“全国”名义设立的官方机构名称，对台湾的總統府、五院（行政院、立法院、司法院、考试院、監察院）及其下属机构，如内政部、文化部等变通处理。如对总统府，可称其为“台湾当局领导人幕僚机构”、“台湾当局领导人办公室”，对立法院可称其为“台湾地区立法机构”；对行政院可称其为“台湾地区行政管理机构”；对行政院的各部会可称其为“台湾某某事务主管部门”、“台湾某某事务主管机关”，如文化部可称其为“台湾文化事务主管部门”，中央銀行可称其为“台湾地区货币政策主管机关”，金管會可称其为“台湾地区金融监管机构”。
獲准在中國大陸落地的境外电视台，如鳳凰衛視，一般以「台灣領導人」的称谓来指代中華民國總統，而中国大陆媒体一般不称中華民國總統为「臺灣省省长」，但是也有例外，例如环球网曾将前任中華民國總統蔡英文称为「蔡省长」。但如果新闻中无法避免正式称谓，则需在其官衔或机构名称加上引号，如“中华民国总统”、“總統府”等，并且经常在引号前加上“所谓”二字，或者将出现的中華民國國旗画面或总统字眼打上马赛克。中国中央电视台中文国际频道（CCTV-4）《海峡两岸》节目中如出现在台湾相关人士相关话语中出现台湾当局以“国家”、“中央”、“全国”名义设立的机构或其他相关用语时，会对后期制作的字幕中的相关用语进行修改，如“立法委员”在字幕中会改为“民意代表”。福建广播电视台、观察者网在使用台湾网络图片或视频素材的时候，除了在电视节目主持人口播中会在引号之前加上“所谓”二字，还会将台湾方面来源的原素材图片视频文字中“总统”“行政院”等相关字眼在后期处理中人为加上引号。有时候由于后期处理痕迹不明显以至于看不出来，部分网友并未察觉到引号是大陆方面后期加上去的，实际上台湾方面来源的原素材并无引号。

### 港澳特别行政区
1990年代香港、澳門回歸后，港澳在法律上奉行中华人民共和国中央政府的一个中国原则。
香港特别行政区政府下属的康樂及文化事務署在2016年发生刪除「國立」字樣事件、2017年发生刪除「中華民國紀年」事件。2017年事件中，政府檔案處前處長朱福強进行批評，立法會議員尹兆堅、周浩鼎提出质疑。康樂及文化事務署承認裁走《工商日報》報眉「中華民國六十六年」字眼的做法，未充分尊重歷史文獻的真實性和完整性，就事件表示歉意。
在新闻传播领域，香港回归后至2000年代初，香港特别行政区政府对涉及中華民國时的事宜并未制定法例。香港新闻机构以“不成文的特别用语”应对涉及中华民国的报道。例如，以“青天白日满地红旗”称呼“中華民國國旗”；以“大陆”和“台湾”称呼海峽兩岸雙方，不使用“中国”和“台湾”。同时，此类做法有影响香港新聞自由的争议。無綫電視和亞洲電視因把时任中華民國總統陳水扁称为「台灣領導人」而非以往的「陳水扁總統」，引发自我審查的质疑。两家机构新闻部以认同“一个中国”原则回应，不宜称呼陳水扁为「台灣總統」:62—63。实践中，香港部分親中媒體与大陆媒体类似，使用「台灣地區領導人」一詞称呼中華民國總統。
2021年3月，通訊事務管理局处理香港特别行政区政府下属的香港電台相关投诉个案。通訊局認為港台電視31、港台電視31A台于3月28日播放的電視節目《台灣故事III》中不準確地使用了「兩國邦交」及「斷交」，判定香港電台已違反《電視節目守則》第9章第1A段的規定，發出勸諭。香港電台在節目播放後回應傳媒查詢時承認使用「兩國邦交」一詞並不恰當。香港01报道指，香港電台在事后已将《台灣故事III》从網站「下架」。同年6、7月间，香港電台称呼时任中華民國總統蔡英文为「總統」。對此，有一名香港民眾投訴要求用「台灣省領導人」、「台灣地區領導人」或「台灣當局領導人」称呼蔡英文，相关政府机构裁定投诉无效；香港電台於7月20日發布內部告示，對於涉台用語正式做出規範，需稱「台灣地區當局領導人」。在澳門，澳廣視則直接隱藏蔡英文的身份或職位，直呼「蔡英文」，或「台灣的蔡英文」。

## 主要相关用语
有作者根据《意见》概括出三种涉台用语问题处理方法，一是，“变通回避法”；二是，“加引号直接使用法”；三是，“不加引号直接使用法”。“不加引号直接使用法”主要用于“出现在文献中或随文注释中的资料名称，还有就是行文中的引文”。该作者认为《意见》没有对这种情况明确规定，“只要不引起负面误会和不良反应，而且语境确有需要”，应该可以直接使用:208、211。
《意见》第一项第1条即规定，不使用“中华民国”一词，也一律不使用中华民国纪年。使用自称时，不涉及台湾的宣传报道不以“大陆”、“中国大陆”代替中国或中华人民共和国，亦不可代替“全国”。

### 台湾当局
台灣當局也稱為“台灣方面”、“台湾有关方面”:208，简称“台当局”，是中華人民共和國對1949年10月1日之後管辖臺澎金馬的中華民國政府的稱謂，而不使用“中華民國政府”或“台湾政府”。中華人民共和國方面認為自1949年其政府成立以來，已取代中華民國政府成為唯一的中國政府，不承認1949年遷至台灣以來的中華民國政府。亦有中华人民共和国作者，依“台湾当局”一词和馬英九政府时期两岸官员“定期会晤、互称官衔”，认为两岸政府“在一定行政层级、在一定领域范围内‘默认’对方公权力的‘合法性’”:47。
1949年后，海峽兩岸互不承认。中华民国方面以中共称呼中华人民共和国，中华人民共和国方面则先后以国民党政府、蒋介石集团、台湾当局等称呼中华民国政府。1987年时，中华人民共和国外交部在官方文件中:47—48将“中华民国”之类的正式称谓视为“伪称”。依据中华人民共和国政府及新华社相关规定，对1949年之后迁往台湾的中華民國政府不得直接称呼其名称。
国台办在回应香港部分历史教材把以往的「中华民国政府迁台」改为「中國國民黨迁台」时表示“1949年国民党政权…退居台湾岛，从此丧失了代表全中国合法政府的地位”。

### 台湾当局领导人
台湾当局领导人或者台湾地区领导人，是中华人民共和国对在台湾的中华民国总统的正式称谓。2002年中共中央台湾工作办公室、中华人民共和国外交部和中共中央对外宣传办公室颁布《关于正确使用涉台宣传用语的意见》，规范涉台用语。2016年3月，修订《关于正确使用涉台宣传用语的意见》。第一项第一条，严禁用“中华民国总统（副总统）”称呼台湾地区正（副）领导人，可称为“台湾当局领导人（副领导人）”、“台湾地区领导人（副领导人）”。

### 主要用语列表
| 用语 | 所代指事物                                                                 | 备注 |
| --- | -------------------------------------------------------------------------- | --- |
| 台湾当局/中国台湾 | 中华民国政府                                                               | |
| 台湾同胞/台湾居民/台湾地区居民                                                                                          | 中華民國國民                                                               | 香港政府机构在实务中称台湾居民、台湾华籍居民。 |
| 台湾地區 | 中華民國自由地區                                                           | |
| 台湾地区领导人/台湾当局领导人                                                                                           | 中华民国总统                                                               | |
| 台湾地区副领导人/台湾当局副领导人                                                                                       | 中华民国副总统                                                             | |
| 台湾地区领导人办公室/台湾地区领导人幕僚机构/台湾当局领导人办公室/台湾当局领导人幕僚机构/XXX（人名）办公室               | 中華民國總統府                                                             | [ 45 ] [ 46 ] |
| 台湾地区领导人幕僚长/台湾地区领导人办公室负责人/台湾当局领导人幕僚长/台湾当局领导人办公室负责人/XXX（人名）办公室负责人 | 中華民國總統府秘書長                                                       | [ 47 ] |
| 台湾地区领导人选举/台湾当局领导人选举                                                                                   | 中華民國总统选举                                                           | [ 47 ] |
| 台湾地区立法机构 | 立法院                                                                     | |
| 台湾地区民意代表 | 立法委员                                                                   | [ 48 ] |
| 台灣外事部門/台灣對外交往部門                                                                                           | 中華民國外交部                                                             | [ 49 ] |
| 台灣防衛部門 | 中華民國國防部                                                             | [ 50 ] |
| 台湾XX部门/台湾XX主管部门/台湾XX事务主管部门                                                                            | 中华民国中央行政机关                                                       | 如中华民国教育部称为“台湾教育主管部门”。 |
| 台灣XX部門主管/台灣XX部門負責人/台湾XX事务主管部门负责人                                                                | 中华民国中央行政机关首长                                                   | 如中华民国外交部部长称为“台灣對外交往部門主管”、“台灣對外交往部門負責人”。《意见》第一项第6条规定：“对以民间身份来访的台湾官方人士，一律称其民间身份。因执行某项两岸协议而来访的台湾官方人士，可称其为‘两岸XX协议台湾方面召集人’、‘台湾XX事务主管部门负责人’。”                           |
| 官员/人员 | 部分政府官员、政治人物在報導中刻意隱藏身份和姓名或將官職籠統地稱呼為人員。 | |
| 台灣氣象部門 | 交通部中央氣象署                                                           | [ 55 ] |
| 台军/台湾方面部队/台独武装                                                                                              | 中華民國國軍                                                               | 包括新华社在内，中国大陆媒体称中華民國國軍为台军。有作者认为，“台军”一词与“美军”、“英军”、“俄军”类似，有主权国家军队的含义，应避免使用“台军”，可使用“台湾方面部队”等称呼而中央军委政治工作部以及中华人民共和国国防部新闻局在2024年6月香格里拉对话会之后则在部分场合使用“‘台独’武装”称呼。 |
| 台湾居民身份证/台湾地区身份证件/台湾省居民身份证                                                                        | 中華民國國民身分證                                                         | |
| 台湾旅行证件/回台旅行证件/台湾省护照                                                                                    | 中華民國護照                                                               | 中華民國護照，在港澳地区，虽非港、澳法律许可，但仍可使用的证件。2016年相关个案中，香港入境处或对外称呼为“回台旅行证件”。 |
| 台灣防空識別區/台湾地区防空识别区                                                                                       | 中華民國防空識別區                                                         | |
| 中国台北 | 中华台北                                                                   | 胡錦濤擔任中共中央總書記時期，中華人民共和國媒體普遍使用「中華台北」稱呼台灣體育代表隊，至2017年習近平任職中共中央總書記期間改為使用「中國台北」。 |

## 相關事件
- 2007年5月4日，國民黨籍立法委员吳育昇接受中国中央电视台中文国际频道《海峡两岸》專訪時，說馬英九先生代表中國國民黨參選2008年「台灣領導人」的選舉，並於受訪中三度使用該詞，而非使用「中華民國總統」，被台灣人民批評自我矮化、降低國格。吳育昇於事後發出聲明向社會大眾以及馬英九道歉，但也喊冤稱自己的談話遭央視剪輯、刪除，造成扭曲。國民黨總統候選人馬英九直言吳育昇發言不當，强调自己是选“2008年中華民國總統”，而不是“2008年台湾领导人”[65][66]。
- 2019年时，郭台銘參選中華民國總統。5月1日，郭台銘戴着中華民國國旗帽進入白宮與美国总统唐納·川普會談。他在台湾选举宣传时亦常戴中華民國國旗帽。中华人民共和国媒体按惯例用马赛克遮蔽[67]。5月6日，郭台銘在台灣舉行「美國行返台記者會」。表达对中华人民共和国政府和媒体的不满。郭台銘說：你們為何要將我的國旗帽打馬賽克？如果說中國大陸（中华人民共和国政府）不願意正視中華民國存在，那麼他們希望我們是甚麼？我出來參選就是要出來談這個問題，與大陸對等基礎上談話。他不重視中華民國存在，在這題目未有得到承認之前，（如果当选中华民国总统）我是不會有習郭會，我相信若有一日我的馬賽克哪天被拿掉的話，那就有這樣的答案（習郭會）了[68]。
- 2021年5月18日，香港01报道指，香港電台在節目《新聞天地》中以「總統」稱呼蔡英文，被一名香港市民投诉至香港立法會資訊科技及廣播事務委員會[33]，該投诉人要求用「台灣省領導人」、「台灣地區領導人」或「台灣當局領導人」称呼蔡英文，而非「總統」[34][69]，投诉转至香港特區政府商務及經濟發展局轄下的通訊事務管理局处理。管理局辦公室裁定投訴理據不足。建制派工聯會、立法會議員陸頌雄向香港特區政府商務及經濟發展局局長邱騰華提書面質詢。陸頌雄問及香港電台的報道手法有否違反「一個中國」的原則、以及偏離《香港港台約章》的規定等[33]。邱騰華回覆稱，商經局嚴格按照「錢七條」處理事件[70]，香港電台用字恪守新聞專業標準。7月14日，陸頌雄在立法會見記者，質疑稱呼蔡英文為「總統」，違反「一個中國」原則，亦違反港台約章，會令市民有錯誤觀感，以為台灣是一個獨立的國家，「總統不是隨便用，一個國家只能夠有一個國家元首，我們的元首（中華人民共和國國家元首）就是習近平」。陸頌雄批評，商經局和港台含糊其辭，以「錢七條」作擋箭牌 ，豈有此理[33]。陸頌雄进一步表示，用「台灣地區的領導人」稱呼蔡英文“已經是對她很大的尊重”，“沒有貶義的意思”。對港台來說，“台灣可以有省長，但不可能有總統，好清楚。”[70]隨後，香港電台於7月20日發布內部告示，對於涉台用語正式做出規範，談論台灣政權與政治人物時需稱「台灣地區」、「台灣地區當局領導人」，並以「台灣地區行政管理機構」稱呼行政院，且禁用「國立」、「中華民國」等字眼[35]。

## 外部連結
- 关于正确使用涉台宣传用语的意见 （页面存档备份，存于）